# Cima della Bonette
La Cima della Bonette (Cime de la Bonette in francese) è una montagna delle Alpi alta 2860 m s.l.m., situata nelle Alpi Occidentali (Alpi Marittime) in Francia.
Il periplo della sua sommità è percorso da una delle strade più alte d'Europa che raggiunge i 2802 m s.l.m..

## Descrizione
La Cima è sullo spartiacque tra la valle dell'Ubaye a nord e quella del fiume Tinea a sud, oltre che sul confine tra i dipartimenti delle Alpi dell'Alta Provenza e delle Alpi Marittime, entrambi situati nella regione Provenza-Alpi-Costa Azzurra. L'area è ricompresa all'interno del Parco nazionale del Mercantour.

## Strada
Dal Colle della Bonette, sito a 2715 m s.l.m., la strada M2205 compie il periplo della Cima con un percorso di circa 2 km che raggiunge la massima elevazione di 2802 m s.l.m.. La strada è asfaltata e percorribile in entrambi i sensi di marcia tra maggio e ottobre.
Le carene laterali della Honda Transalp XL700V (modello 2008) riportano le coordinate geografiche della Cima della Bonette (pur senza citarne il nome) e l'esatta altitudine.

### Ciclismo
La strada è il punto più elevato mai raggiunto dal Tour de France, che lo classifica Hors Catégorie e talvolta l'ha definito col nome "Restefond".
| Edizione | Tappa | km    | Ciclista transitato per primo sulla sommità |
| -------- | ----- | ----- | ------------------------------------------- |
| 1962     | 18ª   | 241,5 | Federico Bahamontes                         |
| 1964     | 9ª    | 239   | Federico Bahamontes                         |
| 1993     | 11ª   | 263,5 | Robert Millar                               |
| 2008     | 16ª   | 157   | John-Lee Augustyn                           |
| 2024     | 19ª   | 144   | Richard Carapaz                             |

## Galleria d'immagini

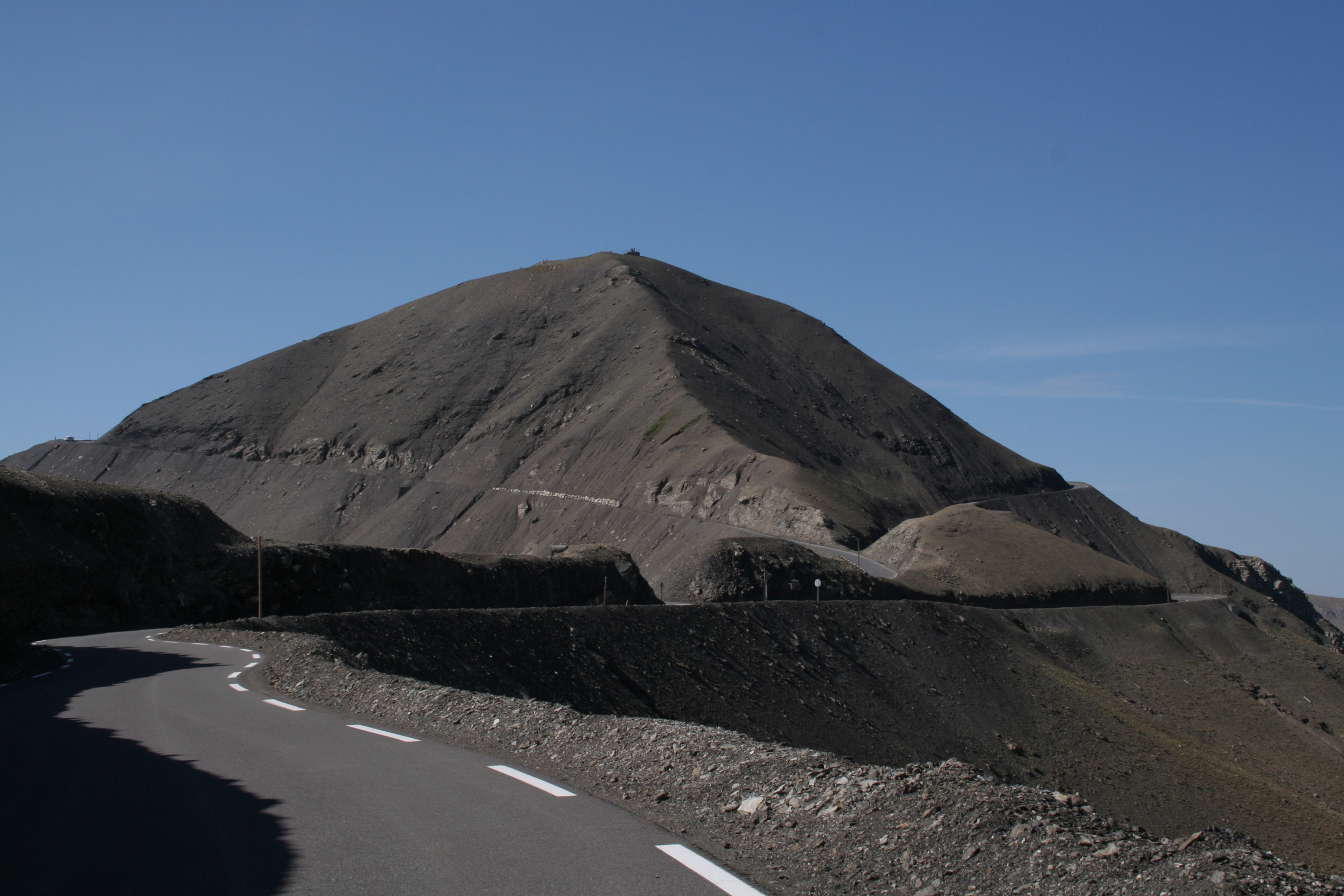
La Cima della Bonette vista da nord.
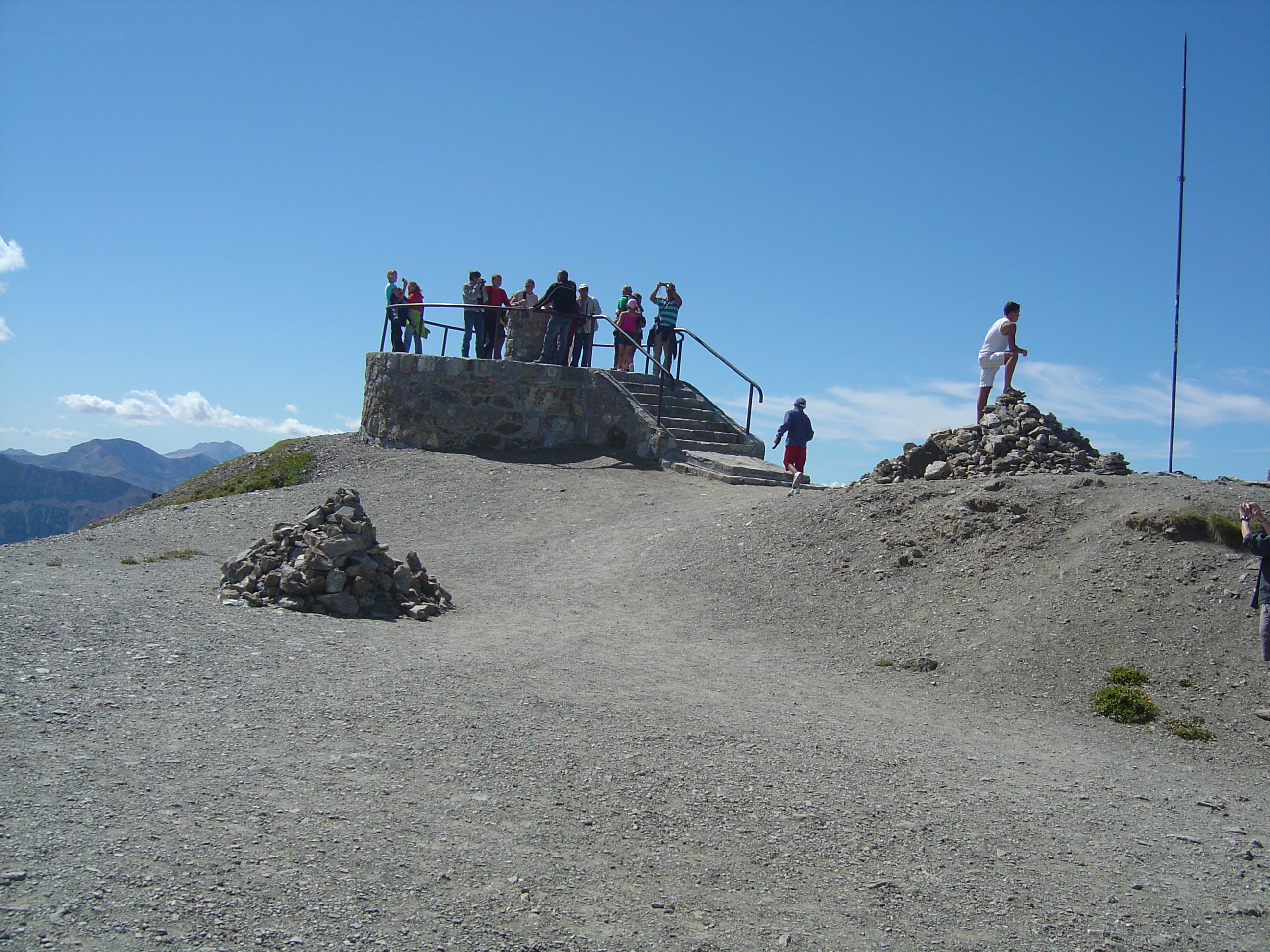
Punto panoramico posto sul punto più elevato della Cima.
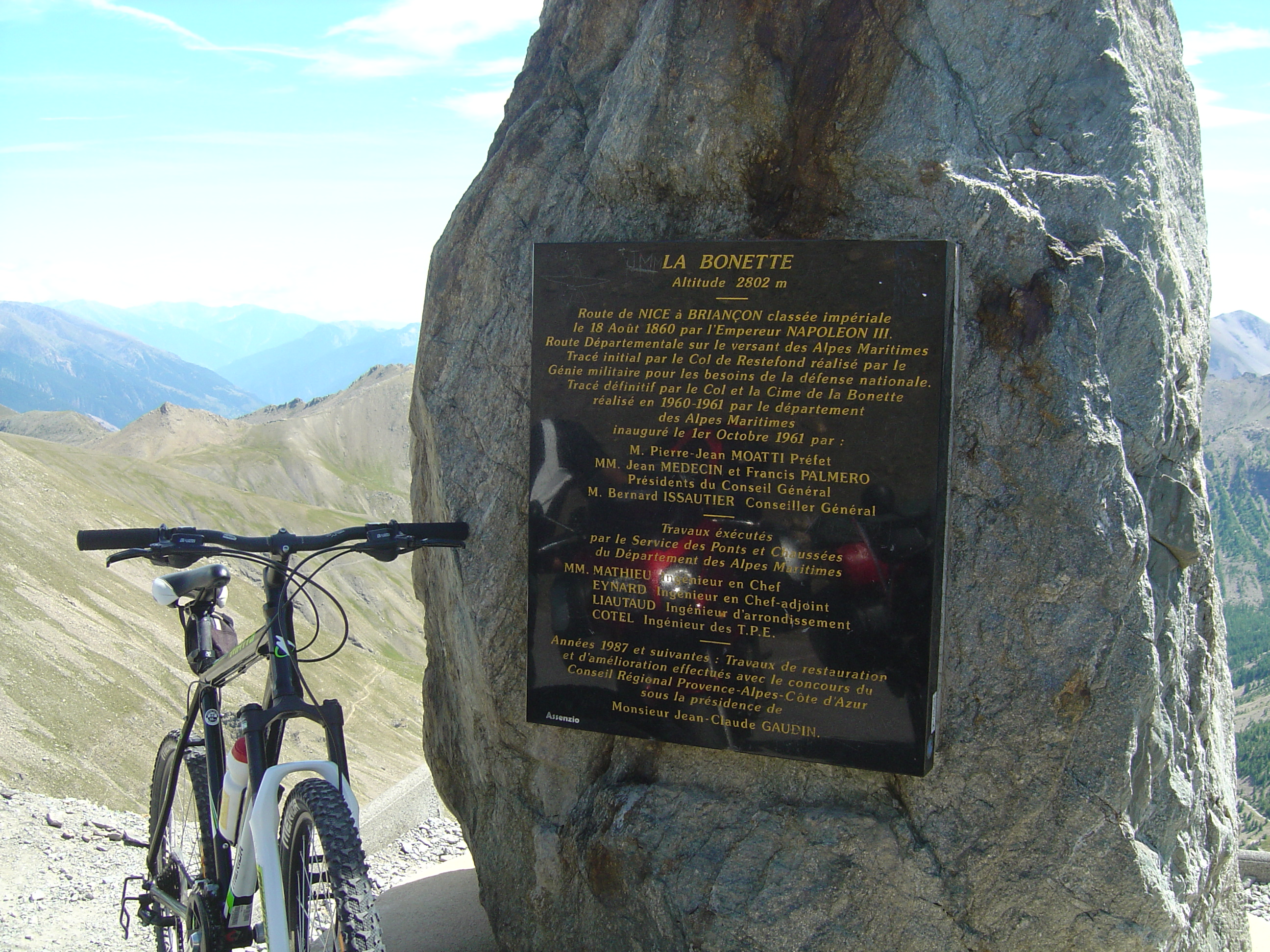
Targa posta sul punto stradale più elevato.